# West Indies Cricket Team in England in der Saison 1980
Die Tour des West Indies Cricket Teams nach England in der Saison 1980 fand vom 28. Mai bis zum 12. August 1980 statt. Die internationale Cricket-Tour war Bestandteil der Internationalen Cricket-Saison 1980 und umfasste fünf Tests und zwei ODIs. Die West Indies gewannen die Test-Serie 1–0, während die ODI-Serie 1–1 unentschieden endete.

## Vorgeschichte
Für beide Teams war es die erste Tour der Saison.
Das letzte Aufeinandertreffen der beiden Mannschaften bei einer Tour fand in der Saison 1976 in England statt.

## Stadien
Die folgenden Stadien wurden für die Tour als Austragungsort vorgesehen.
| Stadion                     | Stadt      | Kapazität | Spiele          |
| --------------------------- | ---------- | --------- | --------------- |
| Headingley Stadium          | Leeds      | 17.000    | 5. Test; 1. ODI |
| The Oval                    | London     | 23.500    | 4. Test         |
| Lord’s Cricket Ground       | London     | 30.000    | 2. Test; 2. ODI |
| Old Trafford Cricket Ground | Manchester | 19.000    | 2. Test         |
| Trent Bridge                | Nottingham | 15.350    | 1. Test         |

## Kaderlisten
| Test | Test | ODI | ODI |
| England | West Indies | England | West Indies |
| --- | --- | --- | --- |
| - David Bairstow - Ian Botham - Geoff Boycott - Graham Dilley - John Emburey - Mike Gatting - Graham Gooch - David Gower - Mike Hendrick - Alan Knott - Wayne Larkins - John Lever - Chris Old - Brian Rose - Chris Tavaré - Derek Underwood - Peter Willey - Bob Willis - Bob Woolmer | - Faoud Bacchus - Colin Croft - Joel Garner - Gordon Greenidge - Desmond Haynes - Michael Holding - Alvin Kallicharran - Collis King - Clive Lloyd - Malcolm Marshall - Junior Murray - Viv Richards - Andy Roberts | - David Bairstow - Ian Botham - Geoff Boycott - Graham Dilley - Graham Gooch - David Gower - John Lever - David Lloyd - Vic Marks - Chris Old - Chris Tavaré - Peter Willey - Bob Willis | - Faoud Bacchus - Joel Garner - Gordon Greenidge - Desmond Haynes - Michael Holding - Alvin Kallicharran - Collis King - Clive Lloyd - Malcolm Marshall - Junior Murray - Junior Murray - Viv Richards - Andy Roberts |

## One-Day Internationals

### Erstes ODI in Leeds
| 28./29. Mai Scorecard | Leeds | West Indies 198 (55/55)         | – | England 174 (51.2/55) |
|                       |       | West Indies gewinnt mit 24 Runs |   |                       |

### Zweites ODI in London
| 30. Mai Scorecard | London (Lord’s) | West Indies 235-9 (55/55)     | – | England 236-7 (54.3/55) |
|                   |                 | England gewinnt mit 3 Wickets |   |                         |

## Tests

### Erster Test in Nottingham
| 5. – 10. Juni Scorecard | Nottingham | England 263 (91.5) & 252 (111.1)  | – | West Indies 308 (91.1) & 209-8 (68.4) |
|                         |            | West Indies gewinnt mit 2 Wickets |   |                                       |

### Zweiter Test in London
| 19. – 24. Juni Scorecard | London (Lord’s) | England 269 (95.3) & 133-2 (52) | – | West Indies 518 (147.2) |
|                          |                 | Remis                           |   |                         |

### Dritter Test in Manchester
| 10. – 15. Juli Scorecard | Manchester | England 150 (48.2) & 391-7 (143) | – | West Indies 260 (72.3) |
|                          |            | Remis                            |   |                        |

### Vierter Test in London
| 24. – 29. Juli Scorecard | London (Oval) | England 370 (128.3) & 209-9d (94) | – | West Indies 265 (95.2) |
|                          |               | Remis                             |   |                        |

### Fünfter Test in Leeds
| 7. – 12. August Scorecard | Leeds | England 143 (47) & 227-6d (75) | – | West Indies 245 (84.5) |
|                           |       | Remis                          |   |                        |